# José Aznarez Navarro
José Aznárez Navarro (Jaca, 13 de gener 1759- Leitza, 14 de juny de 1837) va ser un polític espanyol.

## Biografia
Advocat i magistrat, fou auditor de l'exèrcit del centre i elegit diputat pel Regne d'Aragó a les Corts de Cadis de 1810 a 1813. Durant el Trienni liberal va ser  ministre de la Governació de la península entre setembre i desembre de 1823, en els governs dels secretaris Antonio Vargas Laguna i Víctor Damián Sáez Sánchez-Mayor.